# 엘리엇 굴드
엘리엇 굴드 (Elliott Gould, 1938년 8월 29일 ~ )는 미국의 배우이다. 1968년 영화 밍스키으로 배우로 첫 데뷔하였다. 영화 카프리콘 원의 주연 배우로 널리 알려져 있다.

## 출연 작품

### 영화
- 위험한 거짓말들 - 레너드 역
- 아테네 탈출 - 찰리 데인 역
- 폴링 인 러브 어게인 - 해리 루이스 역
- 노아의 불시착 - 노아 역
- 영혼을 판 사나이 - 맥스 데블린 역
- 브룩클린 브릿지
- 머펫, 뉴욕을 점령하다
- 벗겨진 가면
- LA 로
- 할리우드 출세기
- 더 레몬 시스터스 - 프레드 프랭크 역
- 나이트 비지터
- 벅시 - 해리 그린버그 역
- 20세기의 개구리 왕자
- 사막의 정복자
- 플레이어
- 베일 속의 사라
- 머신 건(영어판)
- 히쯔
- 라이프가드
- 아모레 - 조지 르바인 역
- 총알 탄 사나이 3
- 프렌즈 - 잭 겔러 역
- 초보형사 JJ
- 렛 잇 비 미
- 데인저러스
- 커버 미
- 암살 특명
- 듀크 오브 그루브
- 키킹 앤 스크리밍
- 존스 - 매니 굴드 역
- 샤이닝
- 버스티드 - 게임 쇼 진행자 역
- 빅 히트 - 모튼 슐만 역
- 아메리칸 히스토리 X - 머레이 역
- 모나리자와 피아니스트
- 픽킹 업 피시스
- 오션스 일레븐 - 루벤 티쉬코프 역
- 고양이의 보은
- K 스트리트 - 루벤 티쉬코프 역
- 오션스 트웰브 - 루벤 티쉬코프 역
- 배드 애플
- 오션스 13 - 루벤 티쉬코프 역
- 모세와 십계 - 신 역
- 세이빙 사라 케인 - 빌 알렉산더 역
- 멕라이언의 프로포즈
- 더 콜러 - 터를로트 역
- 리틀 헤라클레스 인 3-D
- 제거자 - Dr. 시갈 역
- 익스펙팅 메리 - 호레이스 역
- 질 자콥: 칸느 영화제 대표 - 본인 역 (자료화면)
- 모닝
- 컨테이젼 - 박사 이안 서스만 역
- 더 케이프 - 사무엘 역
- 도프만 - 버트 도프만 역
- 이라 핀클스테인스 크리스마스 - 샘 핀클스테인 역
- 루비 스팍스 - 로젠탈 의사 역
- 프레드 원트 무브 아웃 - 프레드 역
- 디보스 인비테이션 - 폴 립닉스 역
- 라이브 앳 더 폭시스덴 - 폴 역
- 옐로우버드 - 올빼미 역 (목소리)
- 감독 알트만 - 본인 역
- 다우트
- 사랑의 역사 - 브루노 루보비치 역
- 유어 미
- 오션스8 - 루벤 역

### 드라마
- 마스터즈 오브 호러 시즌 2 에피소드 7 : 스크루플라이 - 바니 역
- 레이 도노반 시즌 1 - 에즈라 골드먼 역
- 레이 도노반 시즌 2 - 에즈라 골드먼 역
- 멀레이니 - 오스카 역
- 레이 도노반 시즌 3 - 에즈라 골드먼 역